# 송정리천
송정리천(松亭里川)은 경상북도 봉화군 석포면 대현리의 육송정에서 발원하여 서류하다가, 석포면 석포리에서 낙동강으로 흘러드는 강이다. 송정리천의 수온은 여름에도 20도 안팎으로 낮아 천연기념물인 열목어의 서식지로 특별 보호 관리하고 있다.